# Ernst Wolfgang Caspari
Ernst Wolfgang Caspari (* 24. Oktober 1909 in Berlin; † 11. August 1988 in Rochester) war ein deutsch-amerikanischer Zoologe und Genetiker.

## Leben
Ernst Caspari wurde 1909 in Berlin als Sohn des Onkologen Wilhelm Caspari (1872–1944) und Gertrud Gerschel geboren. Er studierte Zoologie und ging für seine Doktorarbeit 1931 an die Universität Göttingen, wo er im Sommer 1933 bei Alfred Kühn mit einer entwicklungsgenetischen Arbeit über die Mehlmotte promoviert wurde. Casparis Arbeiten bei Kühn, die er bis 1935 fortsetzte, waren wichtige Schritte auf dem Weg zur Ein-Gen-ein-Enzym-Hypothese, und zwar mehrere Jahre vor den Arbeiten von George Wells Beadle und Edward Lawrie Tatum mit Neurospora.
Caspari konnte als Jude in Deutschland nicht habilitieren und ging 1935 ins Exil in die Türkei, wo er an der Universität Istanbul bei dem Mikrobiologen Hugo Braun als Assistent arbeitete. 1938 heiratete er in Istanbul und konnte mit Hilfe von Leslie Clarence Dunn ein Stipendium des Lafayette Colleges (Easton, Pennsylvania) erhalten, das ihm ermöglichte, in die Vereinigten Staaten zu gehen. Dort arbeitete er mit Dunn auf dem Gebiet der Mausgenetik und wurde 1941 zum Assistant Professor ernannt. Im selben Jahr wurden seine in Deutschland verbliebenen Eltern deportiert; der Vater kam 1944 ums Leben, der Verbleib der Mutter blieb ungeklärt.
1944 holte ihn Curt Stern an die University of Rochester, wo beide im Rahmen des Manhattan Projects über den Einfluss von niedrig dosierten Gammastrahlen auf die Mutationsrate bei Drosophila melanogaster arbeiteten. 1944 nahm Caspari die amerikanische Staatsbürgerschaft an. 1946 ging er als Professor für Biologie an die Wesleyan University, wo er unter anderem auch über Verhaltensgenetik arbeitete. Seit 1959 war er gewähltes Mitglied der American Academy of Arts and Sciences.
1960 kehrte er nach Rochester zurück, wo er bis 1966 Chairman des Departments für Biologie war. 1966 wurde er Präsident der Genetics Society of America. Neben seiner eigenen Forschung war Caspari auch Herausgeber der Fachzeitschriften Genetics und Advances in Genetics. 1975 wurde er in Rochester emeritiert. 1979 erhielt er den Theodosius Dobzhansky Memorial Award for eminent contributions to behavior genetics, 1983 ehrte ihn die Justus-Liebig-Universität Gießen mit einem Ehrendoktor und die Universität Göttingen mit der Goldenen Promotion.